# MTV Asia Awards
Gli MTV Asia Awards sono stati una manifestazione organizzata dall'emittente televisiva MTV, dove venivano assegnati premi relativi ai campi del cinema, della moda e della musica.
Come la controparte europea, gran parte dei premi erano direttamente decretati dai telespettatori appartenenti all'area asiatica. Istituiti nel 2002, sono stati presenti fino al 2006, per ritornare poi nel 2008. L'anno successivo venne deciso, tuttavia, di cancellare l'evento.

## Location che hanno ospitato gli MTV Asia Awards
| Anno | Tema            | Città             | Luogo                                  | Presentatore                 |
| ---- | --------------- | ----------------- | -------------------------------------- | ---------------------------- |
| 2002 | Aliens          | Singapore         | The Fort                               | Mandy Moore e Ronan Keating  |
| 2003 | MTV Cube        | Singapore         | Singapore Indoor Stadium               | Shaggy e Coco Lee            |
| 2004 | Valentine's Day | Singapore         | Singapore Indoor Stadium               | Vanness Wu e Michelle Branch |
| 2005 | MTV Asia Aid    | Bangkok           | Impact Arena, Muang Thong Thani        | Alicia Keys                  |
| 2006 | Codehunters     | Bangkok           | Royal Paragon Hall, Siam Paragon, Siam | Leehom Wang e Kelly Rowland  |
| 2008 | M is back!      | Genting Highlands | Arena of Stars                         | Jared Leto e Karen Mok       |

## Vincitori dei premi nelle varie categorie

### 2002
- Favorite Male Artist: Ricky Martin
- Favorite Female Artist: Britney Spears
- Favorite Pop Act: 'N Sync
- Favorite Rock Act: Bon Jovi
- Favorite Video: Backstreet Boys - The Call
- Favorite Breakthrough Artist: Linkin Park
- Inspiration Award: Jackie Chan
- The Asian Film Award: La tigre e il dragone
- Favourite Fashion Designer: Donatella Versace
- Favourite Indian Film Artist: Jaane Kyon (Dil Chahta Hai)
- Most Influential Artist Award: Ayumi Hamasaki
- Favorite Artist China: Na Ying
- Favorite Artist Hong Kong: Sammi Cheng
- Favorite Artist India: Shaan
- Favorite Artist Korea: Kang Ta
- Favorite Artist Malaysia: Siti Nurhaliza
- Favorite Artist Philippines: Regine Velasquez
- Favorite Artist Singapore: Stefanie Sun
- Favorite Artist Taiwan: Chang Hui Mei
- Favorite Artist Thailand: Pru

### 2003
- Favorite Male Artist: Robbie Williams
- Favorite Female Artist: Avril Lavigne
- Favorite Pop Act: Blue
- Favorite Rock Act: Linkin Park
- Favorite Video: Linkin Park - Pts.of.Athrty
- Favorite Breakthrough Artist: Avril Lavigne
- Inspiration Award: F4
- The Style Award: Avril Lavigne
- The Asian Film Award: Devdas
- Favorite Artist China: Yu Quan
- Favorite Artist Hong Kong: Sammi Cheng
- Favorite Artist India: A. R. Rahman
- Favorite Artist Korea: JTL
- Favorite Artist Malaysia: Siti Nurhaliza
- Favorite Artist Philippines: Regine Velasquez
- Favorite Artist Singapore: Stefanie Sun
- Favorite Artist Taiwan: Jay Chou
- Favorite Artist Thailand: D2B

### 2004
- Favorite Male Artist: Gareth Gates
- Favorite Female Artist: Christina Aguilera
- Favorite Pop Act: The Black Eyed Peas
- Favorite Rock Act: Linkin Park
- Favorite Video: Linkin Park - Breaking the Habit
- Favorite Breakthrough Artist: t.A.T.u.
- Inspiration Award: Anita Mui
- The Asian Film Award: Michelle Yeoh
- The Lifetime Achievement Award: Mariah Carey
- Most Influential Artist Award: BoA
- Favorite Artist China: Pu Shu
- Favorite Artist Hong Kong: Sammi Cheng
- Favorite Artist India: Abhijeet Sawant
- Favorite Artist Korea: BoA
- Favorite Artist Malaysia: Siti Nurhaliza
- Favorite Artist Philippines: Parokya ni Edgar
- Favorite Artist Singapore: Stefanie Sun
- Favorite Artist Taiwan: Chang Hui Mei
- Favorite Artist Thailand: Bird

### 2005
- Favorite Male Artist: Usher

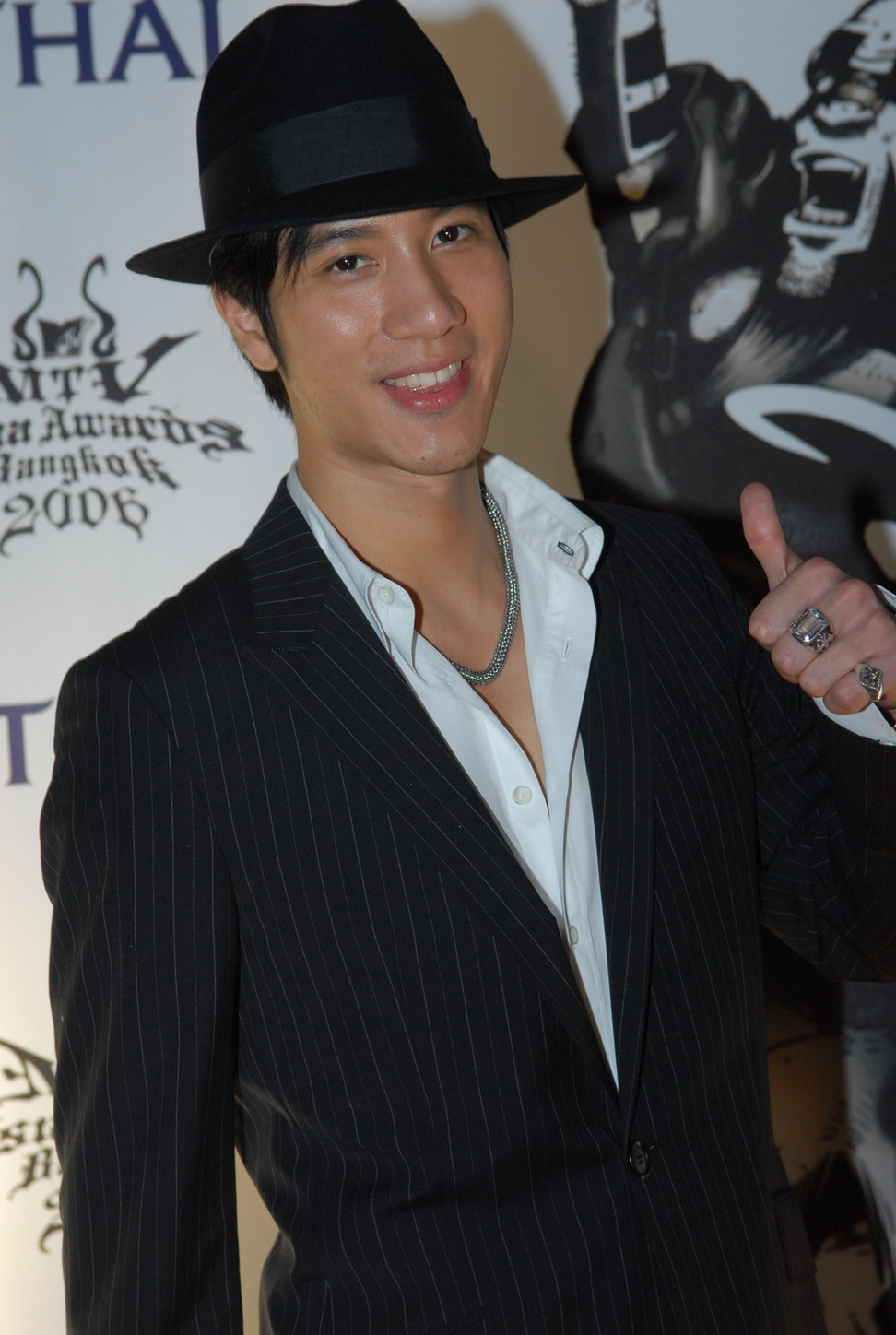
Leehom Wang agli MTV Asia Awards 2006 di Bangkok in veste di presentatore dell'evento.

- Favorite Female Artist: Avril Lavigne
- Favorite Pop Act: Simple Plan
- Favorite Rock Act: Hoobastank
- Favorite Video: Maroon 5 - She Will Be Loved
- Favorite Breakthrough Artist: Ashlee Simpson
- Inspiration Award: Vittime dello Tsunami del 2004
- The Style Award: Nigo (A Bathing Ape)
- The Asian Film Award: Kung Fusion
- Favorite Artist China: Sun Yue
- Favorite Artist Hong Kong: Joey Yung
- Favorite Artist Korea: Rain
- Favorite Artist Malaysia: Siti Nurhaliza
- Favorite Artist Philippines: Rivermaya
- Favorite Artist Singapore: Stefanie Sun
- Favorite Artist Taiwan: Jay Chou
- Favorite Artist Thailand: Silly Fools

### 2006

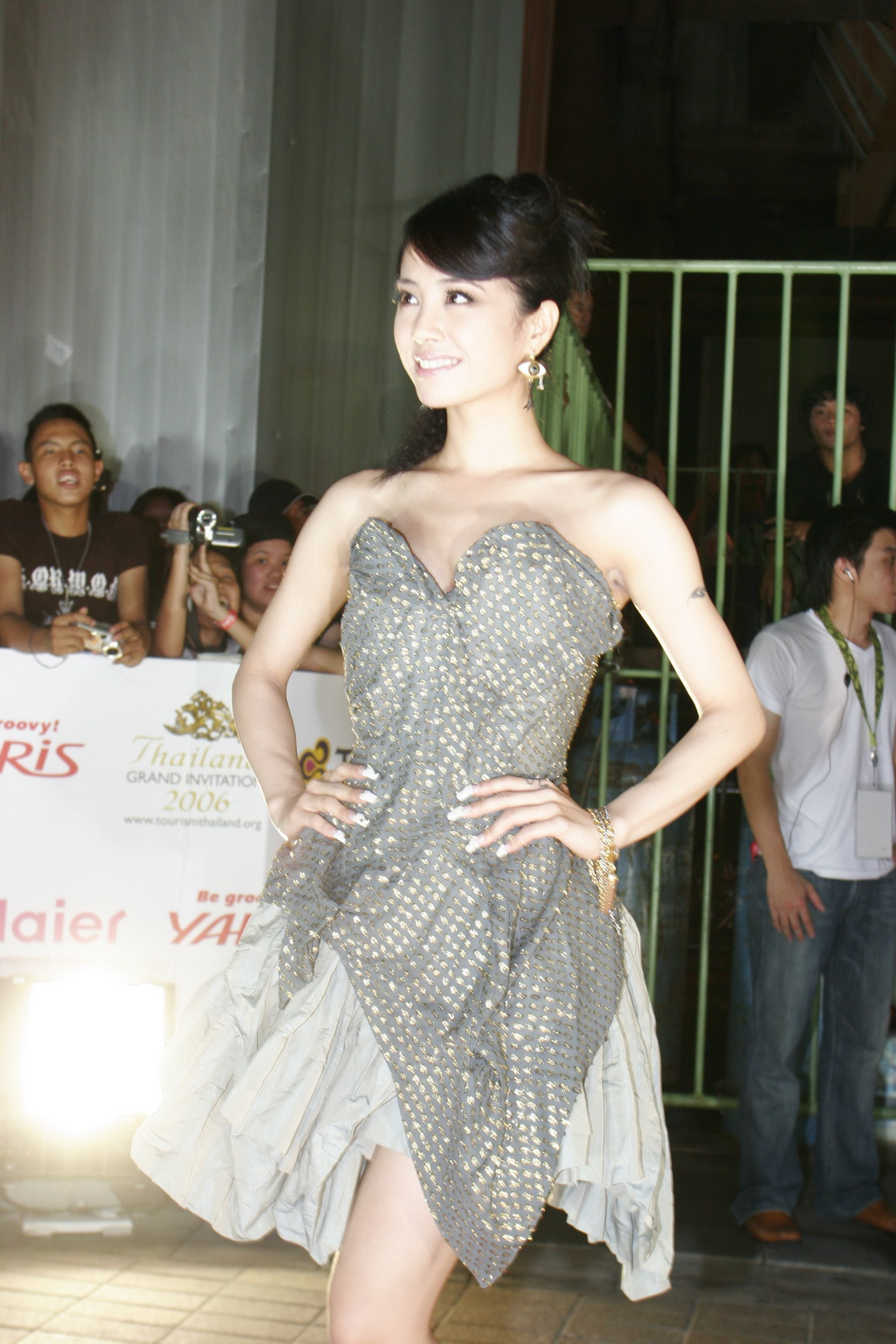
Jolin Tsai sul red carpet degli MTV Asia Awards 2006 a Bangkok.

- Favorite Male Artist: Ricky Martin
- Favorite Female Artist: Kelly Clarkson
- Favorite Pop Act: The Black Eyed Peas
- Favorite Rock Act: Green Day
- Favorite Video: Korn - Twisted Transistor
- Favorite Breakthrough Artist: Simon Webbe
- Inspiration Award: Bird (Thongchai McIntyre)
- The Style Award: Jolin Tsai
- Outstanding Achievement in Popular Music: Destiny's Child
- Breakthrough Collaboration (Japan): Teriyaki Boyz
- Favorite Artist China: Vicky Zhao
- Favorite Artist Hong Kong: Twins
- Favorite Artist Korea: SE7EN
- Favorite Artist Malaysia: Mawi
- Favorite Artist Philippines: Rivermaya
- Favorite Artist Singapore: Taufik Batisah
- Favorite Artist Taiwan: Wang Leehom
- Favorite Artist Thailand: Tata Young

### 2008
- Favorite International Artist in Asia: Linkin Park
- Knockout Award: The Click Five
- The Innovation Award: Radiohead
- Bring Da House Down: Muse
- Best Hook Up: OneRepublic ft. Timbaland - Apologize
- Favorite Video: Thirty Seconds to Mars - A Beautiful Lie
- Favorite Breakthrough Artist: Leona Lewis
- Inspiration Award: Karen Mok
- EDC Style Award: Panic! at the Disco
- Favorite Artist China: Li Yuchun
- Favorite Artist Hong Kong: Leo Ku
- Favorite Artist Korea: Super Junior
- Favorite Artist Malaysia: Nicholas Teo
- Favorite Artist Philippines: Chicosci
- Favorite Artist Singapore: Stefanie Sun
- Favorite Artist Taiwan: Show Lo
- Favorite Artist Thailand: TOR+Saksit